# Arthrolips klapperichi
Arthrolips klapperichi là một loài bọ cánh cứng trong họ Corylophidae. Loài này được Bowestead miêu tả khoa học đầu tiên năm 1999.